# Film de propagande
 (juin 2020).
Le contenu est difficilement compréhensible vu les erreurs de traduction, qui sont peut-être dues à l'utilisation d'un logiciel de traduction automatique.

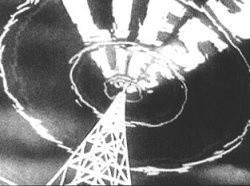
La série Pourquoi nous combattons (Why We Fight) dépeint la machine de propagande nazie.

Un film de propagande est un genre cinématographique qui implique une forme intentionnelle et systématique de persuasion.

## Description
Le film de propagande a pour but de faire passer un message orienté (donc subjectif) auprès du spectateur. C'est-à-dire qu'il tend à faire accepter et partager un point de vue précis sur un sujet auprès du plus grand nombre. Les films de propagande diffusent et promeuvent certaines idées qui peuvent être de nature religieuse, politique ou culturelle, et sont des supports de propagande populaire en raison de leur capacité à atteindre facilement un large public en peu de temps. Ils sont également développés dans une grande diversité de types de films tels que le documentaire, la non-fiction et les actualités, ce qui facilite encore plus la fourniture de contenu subjectif qui peut être délibérément trompeur.   
La propagande est la capacité « de produire et de diffuser des messages fertiles qui, une fois semés, germeront dans les grandes cultures humaines ».  Au XXe siècle, une « nouvelle » propagande a émergé, qui tournait autour des organisations politiques et de leur besoin de communiquer des messages qui « influenceraient les groupes de personnes concernés afin de tenir compte de leurs agendas ». Elle a été développée pour la première fois par les frères Lumière en 1896. Le film de propagande a été le premier média de masse universel  qu'il pouvait simultanément influencer les téléspectateurs en tant qu'individus et membres d'une foule. Il est rapidement devenu un outil permettant aux gouvernements et aux organisations non étatiques de projeter le message idéologique souhaité. Comme Nancy Snow l'a déclaré dans son livre, Information War: American Propaganda, Free Speech and Opinion Control Since 9-11, la propagande « commence là où la pensée critique s'arrête ».

## Histoire

### Années 1930
Les régimes totalitaires, comme l'Allemagne nazie, l’Italie fasciste et l’URSS utilisent le cinéma à des fins de propagande.

## Outils utilisés dans les films de propagande
Le film est un médium unique qui reproduit les images, les mouvements et le son d'une manière réaliste car il fusionne le sens avec l'évolution au fil du temps dans l'histoire représentée. Contrairement à de nombreuses  formes d'art, le film produit un sentiment d'immédiateté.  La capacité du film à créer l'illusion de la vie et de la réalité, afin de l'utiliser comme moyen de présenter des idées ou des réalités alternatives. Ce qui permet au spectateur de percevoir cela comme une représentation précise de la vie. 
Des universitaires du cinéma ont noté les grandes capacités illusoires du film. Dziga Vertov a affirmé dans son manifeste de 1924, « La naissance de Kino-Eye » que « l'œil de cinéma est la vérité de cinéma ».  Pour Hilmar Hoffmann, cela signifie que dans le film, seul ce que la caméra «voit» existe, et le spectateur, sans perspectives alternatives, prend conventionnellement l'image pour la réalité. 

### Rhétorique
L'outil rhétorique utilisé dans les films de propagande est de faire sympathiser le spectateur avec les personnages. Ces derniers correspondent  à l'agenda ou au message que le cinéaste dépeint . Les films de propagande montrent cela à travers des thèmes récurrents du type « le bien contre mal ». Le spectateur est censé ressentir de la sympathie envers le "bon côté" tout en détestant le "mauvais côté".    

### Juxtaposition - L'effet Koulechov
Après la révolution d'octobre 1917, le gouvernement bolchevik nouvellement formé et son chef Vladimir Lénine ont mis l'accent sur la nécessité du film comme outil de propagande. Lénine ne considérait ce dispositif  que comme un moyen d'éduquer les masses par opposition à un moyen d'évoquer l'émotion et de rallier les masses à une cause politique.  Le film est devenu le moyen de propagande préféré dans la nouvelle République soviétique russe, car une grande partie de la population paysanne est analphabète.  L'effet Koulechov été utilisé pour la première fois en 1919 dans le film L'Exposition des reliques de Serge de Radonège en juxtaposant des images du cercueil et du corps exhumés de Serge de Radonège, un éminent saint russe, et la réaction du public. Les images de la foule sont constituées de visages majoritairement féminins, dont les expressions peuvent être interprétées de manière ambiguë. L'idée derrière la juxtaposition de ces images était de renverser l'hypothèse du public que la foule montrerait des émotions d'être triste ou bouleversée. Au lieu de cela, la foule pourrait être interprétée comme exprimant des émotions d'ennui, de peur, de consternation et une myriade d'autres émotions.  Rien ne prouve  que les images du public et du corps exhumé ont été capturées au même moment. Les images de la foule ont été filmées à l'extérieur tandis que les fresques  montrent  les restes squelettiques ont été capturées à l'intérieur . C'est ce qui brouille la ligne de vérité qui fait de l'effet Koulechov un outil efficace de propagande.